# Hồng Trạch
Hồng Trạch (chữ Hán phồn thể:洪澤, chữ Hán giản thể:洪泽区) là một quận thuộc địa cấp thị Hoài An, tỉnh Giang Tô, Cộng hòa Nhân dân Trung Hoa. Quận này có diện tích 1292 ki-lô-mét vuông, dân số năm 2004 là 392.500 người. Về mặt hành chính, quận này được chia thành các đơn vị hành chính gồm 12 trấn: Cao Lương Giản, Tương Bá, Nhân Hòa, Xã hà, Tây Thuận Hà, Lão Tử Sơn, Tam Hà, Châu Bá, Hoàng Tập, Vạn Tập, Đông Song Câu, Cộng Hòa.